# Ljuša (Kuršumlija)
Pour les articles homonymes, voir Ljuša.
Ljuša (en serbe cyrillique : Љуша) est un village de Serbie situé dans la municipalité de Kuršumlija, district de Toplica. Au recensement de 2011, il comptait 98 habitants.

## Démographie
| 1948 | 1953 | 1961 | 1971 | 1981 | 1991 | 2002 | 2011 |
| ---- | ---- | ---- | ---- | ---- | ---- | ---- | ---- |
| 724  | 768  | 740  | 471  | 345  | 158  | 109  | 98   |

|  |